# Adolf Swarcewicz
Adolf Swarcewicz (ur. 15 marca 1924 w Bojarach, zm. 11 września 2001) – polski rolnik, poseł na Sejm PRL V kadencji.

## Życiorys
Syn Bolesława. Uzyskał wykształcenie podstawowe, z zawodu rolnik. Prowadził własne gospodarstwo rolne, był członkiem Prezydium Wojewódzkiego Komitetu Zjednoczonego Stronnictwa Ludowego. W 1969 uzyskał mandat posła na Sejm PRL w okręgu Grudziądz. Zasiadał w Komisji Przemysłu Lekkiego oraz w Komisji Przemysłu Lekkiego, Rzemiosła i Spółdzielczości Pracy.
Żonaty z Janiną z domu Kundej (1929–2013). Pochowany na cmentarzu Parafii św. Wawrzyńca w Kijewie Królewskim (A/2/3).

## Odznaczenia
- Złoty Krzyż Zasługi
- Krzyż Walecznych
- Medal za Długoletnie Pożycie Małżeńskie (1998)[2]